# بوسوزوکو

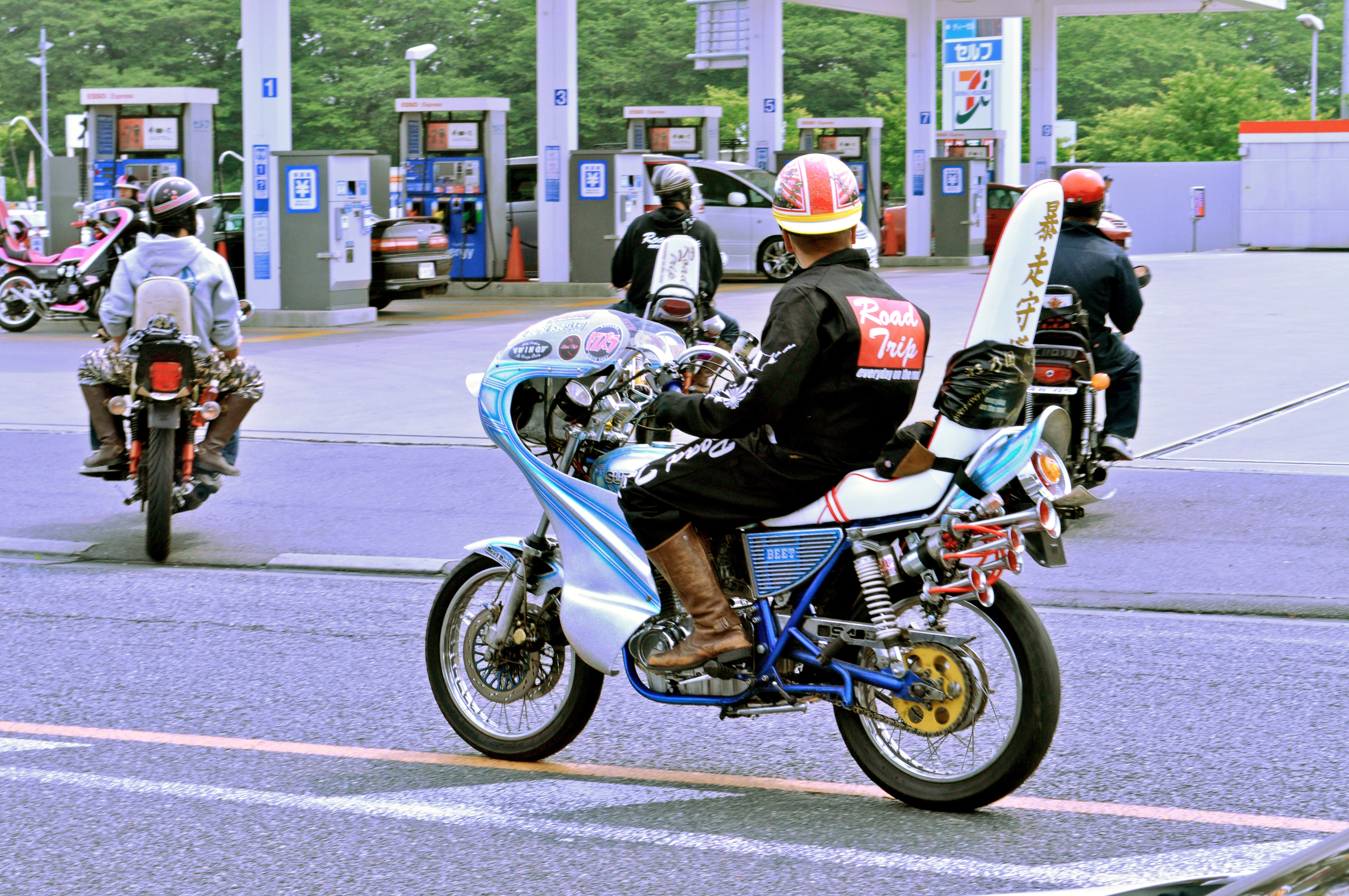
گروهی از بوسوزوکو در سال ۲۰۱۳

بوسوزوکو (به ژاپنی: 暴走族, Bōsōzoku)، یک خرده‌فرهنگ جوانان ژاپنی مرتبط با موتورسیکلت‌های سفارشی است. اولین ظهور این نوع باشگاه موتورسواری یاغی در دهه ۱۹۵۰ بود. محبوبیت در طول دهه ۱۹۸۰ افزایش یافت و در سال ۱۹۸۲ به ۴۲۵۱۰ عضو رسید. تعداد آنها به‌طور چشمگیری در دهه ۲۰۰۰ با کمتر از ۷۲۹۷ عضو در سال ۲۰۱۲ کاهش یافت. بعداً، در سال ۲۰۲۰، یک موتورسواری بوسوزوکو که قبلاً هزاران عضو را جذب می‌کرد، تنها ۵۳ عضو داشت و پلیس اعلام کرد که مدت زیادی است که مجبور نشده‌اند که تعدادی از این افراد را دستگیر کنند.
سبک بوسوزوکو به‌طور سنتی شامل لباس کاریکسره‌هایی شبیه به کارگران یدی یا ژاکت‌های نظامی چرمی با شلوار گشاد و چکمه‌های بلند است. این یونیفرم به لباس حمله ویژه 特攻服 (tokkō-fuku?)
 معروف شد و اغلب با شعارهای کانجی مزین می‌شود. لوازم جانبی معمولی این یونیفرم عبارتند از هاچیماکی، ماسک‌های جراحی و تکه‌هایی که پرچم آفتاب تابان را نشان می‌دهند. اعضای بوسوزوکو به دلیل استفاده از موتورسیکلت جاده ژاپنی و اضافه کردن تغییراتی مانند فیرینگ، میله‌های دستگیره بلند شده به سمت داخل، صندلی بزرگ شناخته می‌شوند. پشت، کارهای رنگ آمیزی فوق‌العاده، و صدا خفه کن‌های اصلاح شده. سبک‌های بوسوزوکو از  هلی کوپتر، گریزر و تدی پسر الهام گرفته شده است.

## تاریخ

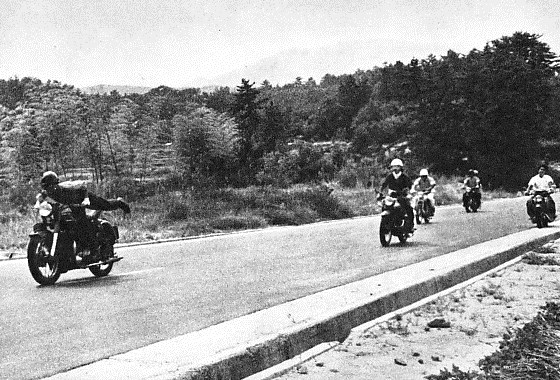
قبل از "بوسوزوکو" "کامیناری ایزوکو" وجود داشت. به عنوان جانبازان جوانی که با زندگی در ژاپن پس از جنگ جهانی دوم سازگار شدند.

بوسوزوکو ابتدا به‌عنوان گروه‌های بازگشته جنگ جهانی دوم جانبازان آغاز شد. خرده فرهنگ نافرمان در دهه ۱۹۵۰ زمانی که خلبانان جوان از جنگ جهانی دوم برگشتند، به وجود آمد. بسیاری از کهنه سربازان پس از جنگ برای سازگاری مجدد با جامعه با مشکل مواجه شدند و برخی از آنها به ساخت اتومبیل‌های سفارشی و فعالیت‌های گروهی در خیابان‌های شهر روی آوردند تا سطح آدرنالین خود را پایین بیاورند. این بوسوزوکو اولیه از فرهنگ گریزر (خرده فرهنگ) آمریکایی و فیلم‌های غربی وارداتی الهام گرفتند. بوسوزوکو به دلیل شباهت‌های فراوانش به فرهنگ قدیمی موتورسواری آمریکایی معروف شد.
بسیاری از افراد جوان تر این سبک زندگی را بسیار جذاب می‌دیدند، به ویژه افراد به حاشیه رانده شده که به دنبال تغییر هستند. در نهایت، این جوانان هویت را به دست گرفتند و پایه و اساس بوسوزوکو مدرن شدند.
پس از اوج دهه ۱۹۸۰، اعداد به آرامی شروع به کاهش کردند. گزارش شده است که در دهه ۱۹۹۰ حدود ۲۸۰۰۰ بوسوزوکو در سراسر کشور پراکنده شده بود. در سال ۲۰۰۴، دولت ژاپن قانون ترافیک جاده ای اصلاح شده‌ای را تصویب کرد که به پلیس قدرت بیشتری برای دستگیری موتور سوارانی که به صورت گروهی بی احتیاط سوار موتور می‌شدند و می‌راندند، تصویب کرد. با افزایش دستگیری‌ها و پیگردهای قانونی، مشارکت بوسوزوکو به سرعت کاهش یافت. در سال ۲۰۱۰، پلیس گزارش داد که روند جدید در بین بوسوزوکوها این بود که با هم در گروه‌های بسیار کوچک‌تر سوار شوند و به جای موتورسیکلت‌های اصلاح‌شده، اسکوتر سوار شوند. استان آیچی دارای بیشترین تعداد سوارکار گزارش شده است و پس از آن توکیو، اوساکا، ایباراکی و فوکوئوکا قرار دارند. تا سال ۲۰۱۵، تنها ۶۷۷۱ مورد بوسوزوکو در سراسر ژاپن فعال گزارش شده است. در سال ۲۰۱۳، آژانس پلیس ملی باندهای موتور سوار بوسوزوکو را مجدداً به عنوان سازمان‌های «شبه-یاکوزا» طبقه‌بندی کرد.

## ویژگی

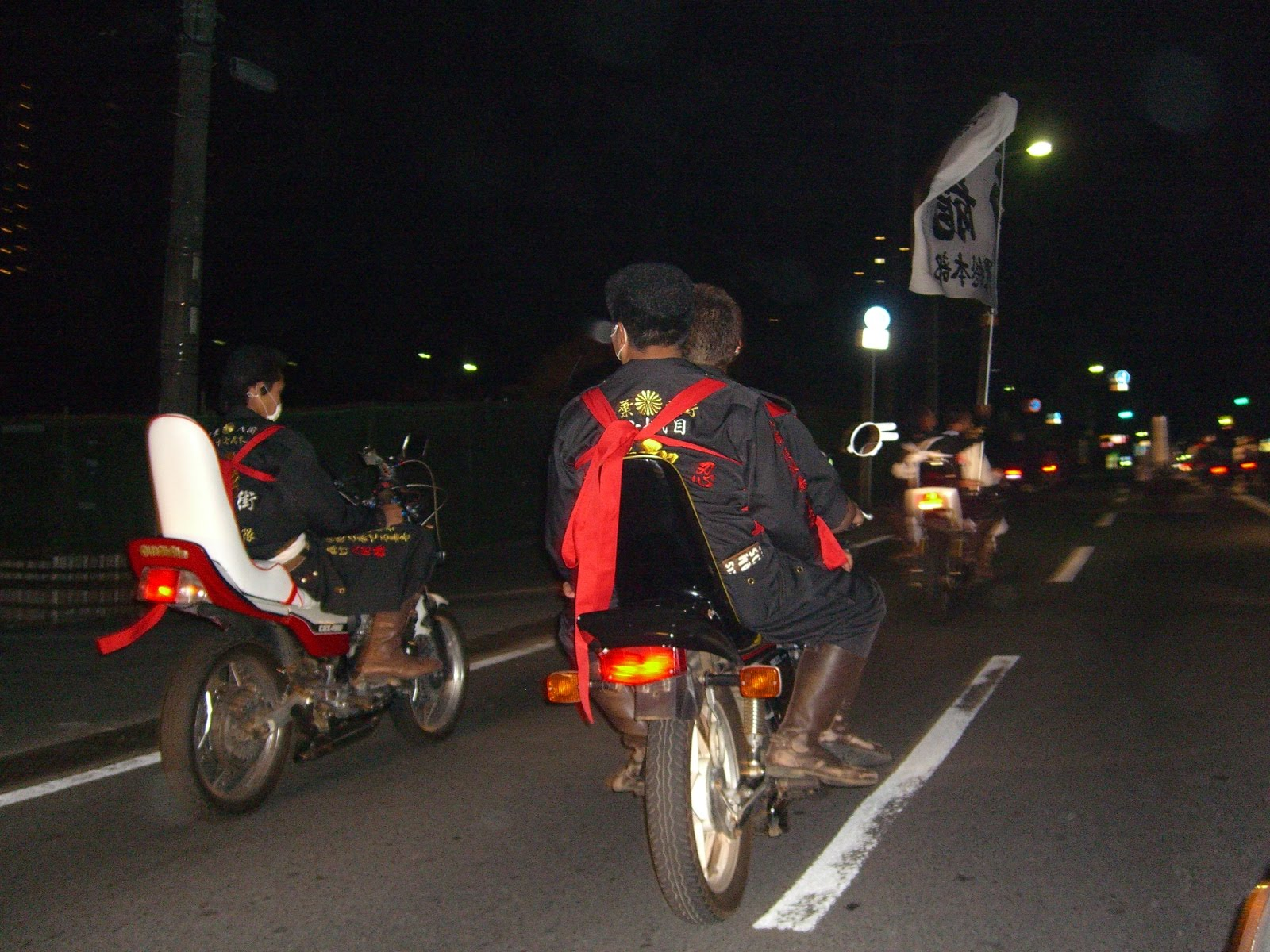
بوسوزوکو در یک شب سواری

بوسوزوکوها معمولاً بین ۱۶ تا ۲۰ سال سن دارند. آنها به دلیل سبک خود که به شدت از گریزر (خرده فرهنگ) در ایالات متحده تقلید می‌کند، شناخته شده‌اند. این شامل مدل موی سبک پامپادور، یونیفرم‌های توکو-فوکو است که اغلب لباس‌های سرهنگی اصلاح‌شده و گلدوزی شده، با الهام از لباس‌هایی که کارگران یدی در دوران جنگ جهانی دوم می‌پوشیدند، شلوار گشاد و چکمه‌های نظامی بود.
توکّو فوکو اغلب با شعارهای مختلف و طرح‌های بزرگ و پیچیده گلدوزی می‌شدند. آنها برای بسیاری به عنوان یک نماد وضعیت در نظر گرفته می‌شدند، که هم نماد غرور و هم قدرت آنها بود.